# Holod (gmina)
Holod – gmina w Rumunii, w okręgu Bihor. Obejmuje miejscowości Dumbrava, Dumbrăvița, Forosig, Hodiș, Holod, Lupoaia, Valea Mare de Codru i Vintere. W 2011 roku liczyła 3309 mieszkańców.